# Джованні Станкі
Джованні Станкі (італ. Giovanni Stanchi), прозваний Де Ф'йорі (італ. De Fiori — «квіткар»; 1608, Рим — після 1675, Рим) — італійський художник-натюрмортист і декоратор.

## Біографія
Джованні Станкі народився в Римі у 1608 році у родині художників. У муніципальному архіві Рима є згадки про трьох художників з прізвищем Станкі, всі вони мешкали у 1656 році на вулиці Паоліна: Джованні (1608 — після 1675), Нікколо (близько 1623—1690) і Анджело (1626 — після 1675). Усі три брати були досить плідними художниками, але всі рахунки та контракти укладалися на ім'я Джованні, і, ймовірно, як найстарший брат, він був відповідальним за фінанси сімейної артілі. Тому визначення, якому з братів належить авторство того чи іншого полотна, завжди представляло певні труднощі.
Ім'я Джованні Станкі згадується вперше у 1634 році в реєстрі гільдії художників «Академії Святого Луки». Членство в гільдії було платним і дозволяло художнику завести знайомства та отримати замовлення від багатих родин. У 1638 році Станкі написав для родини Барберіні картину, на якій було зображено герб родини, обвитий квітами. Багато багатих римських родин замовляли картини у Станкі. У співпраці з спеціалізованими у розписі художниками Бачиччіо та Маратті, а також у співпраці з Маріо Нуцці, який, як і Станкі, був фахівцем з квіткових натюрмортів, Станкі отримував багаті замовлення. Так, у рахунку, який датується 1670 роком, виданому для родини Колонна, згадуються Джованні Станкі та Нуцці, які відповідали за натюрморти, якими прикрашено відоме дзеркало у Палаццо Колонна.
У 1660 році Станкі за замовленням кардинала Флавіо Киджі оздобив його галерею квітковими та фруктовими натюрмортами. Кардинал Киджі залишався його основним замовником до 1673 року. На замовлення кардинала Бенедетто Памфілі Станкі розписав натюрмортами корпуси музичних інструментів. У 1675 році Станкі співпрацював з Кіро Феррі, оздоблюючи дзеркала в Палаццо Боргезе. Як і Маріо Нуцці, Станкі працював і як театральний декоратор. Більшість збережених картин Станкі знаходяться у Римі. У Галереї Паллавічині зберігаються дві картини, у Капітолійських музеях зберігаються дві наддверні розписи, які раніше належали колекції родини Саккетті. Квіткові гірлянди роботи Станкі прикрашають люнети в Палаццо Колонна. Виконані за замовленням Вікторії делла Ровере (раніше 1686 року) дві квіткові гірлянди зараз знаходяться в галереї Уффіці та Палаццо Пітті.

## Натюрморт з кавунами

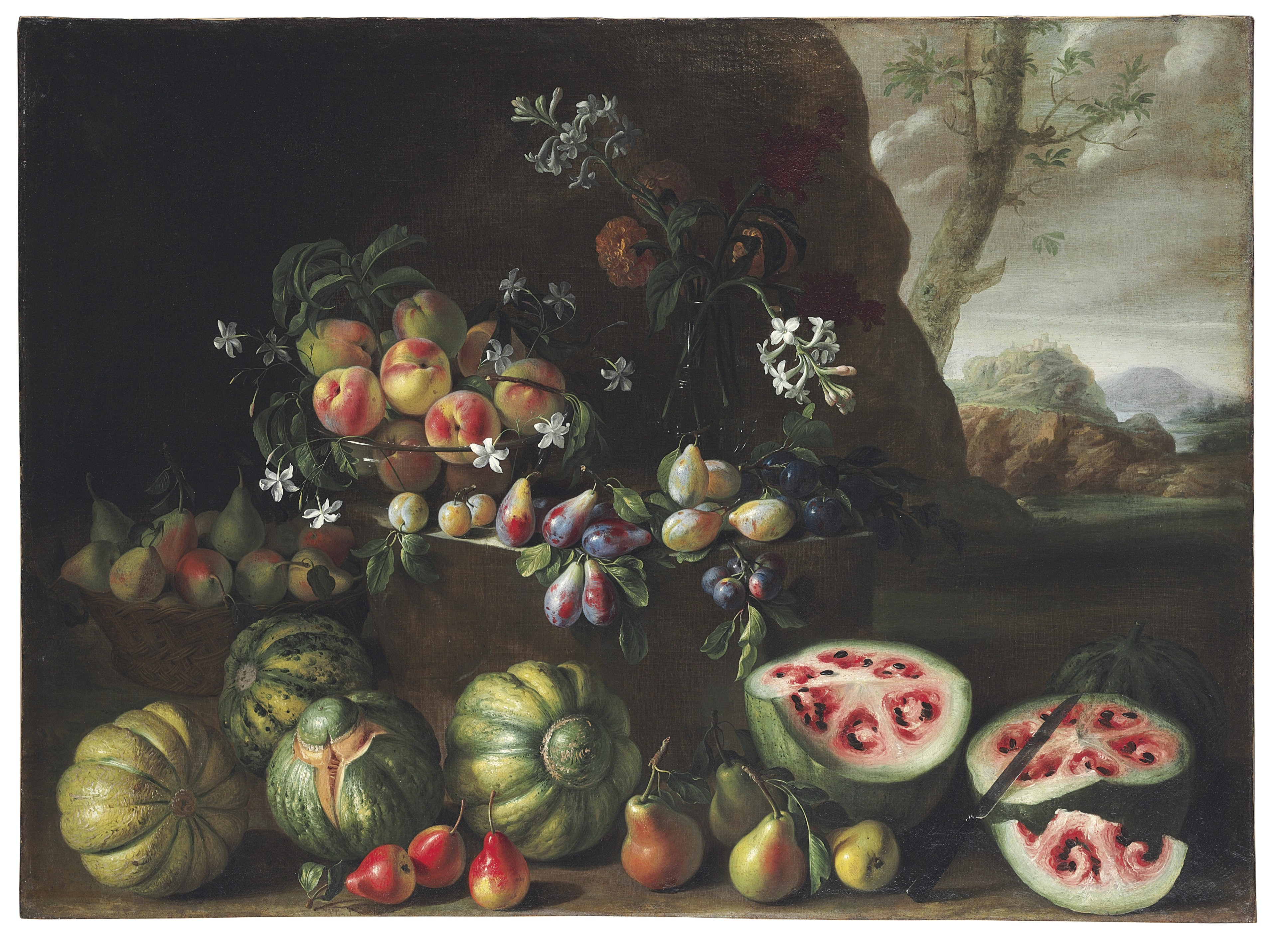
Натюрморт з кавунами, персиками, грушами і іншими фруктами, близько 1645—1672

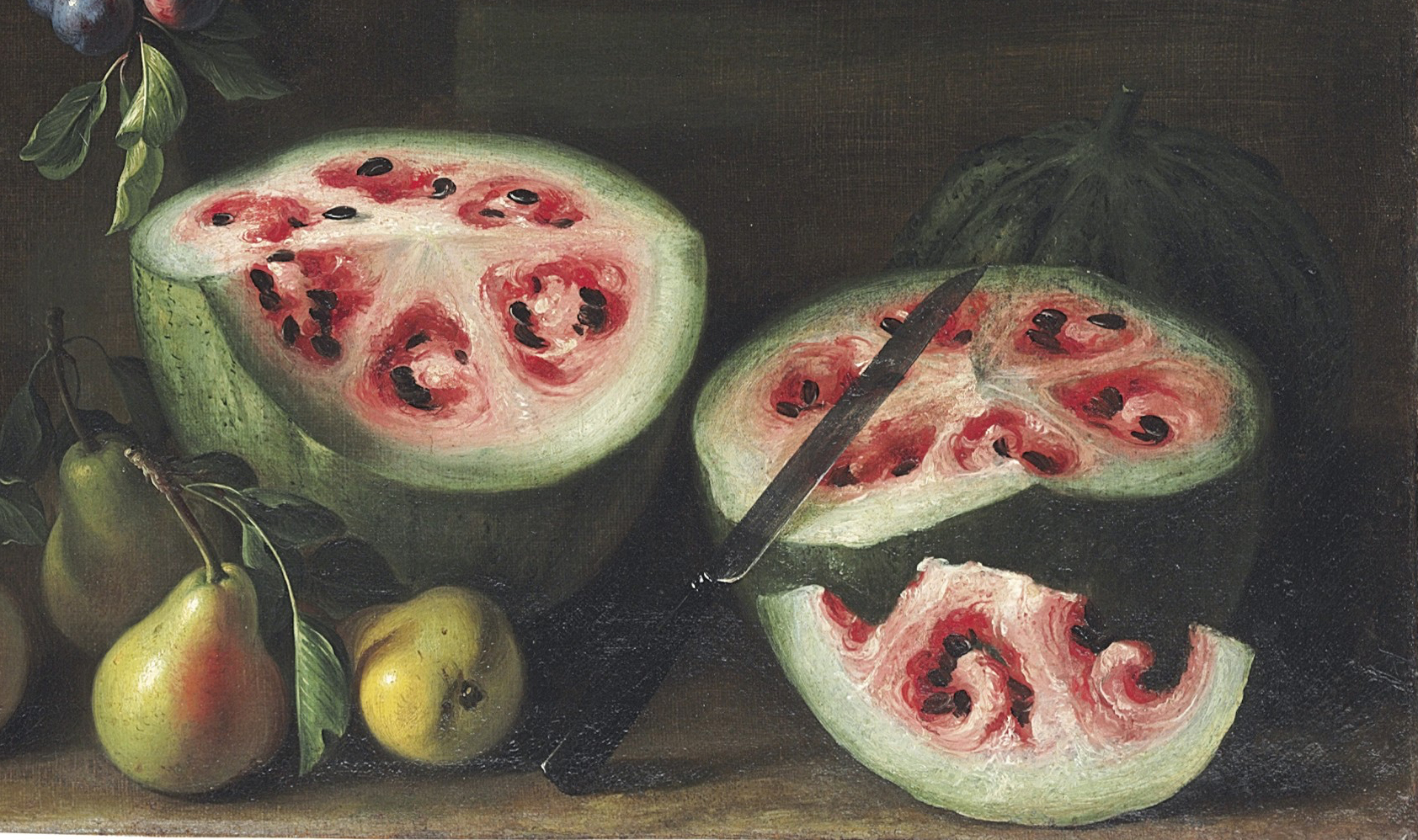
Фрагмент

Одна з картин Станкі, «Натюрморт з кавунами», привернула увагу істориків, біологів та широкої громадськості як наочне зображення результатів селекції. На картині видно, що в 17 ст. шкірка у кавуна була набагато товщою, жорстка тканина розділяла м'якоть на ячейки, а кісточки були набагато більшими.